# Szlaki kajakowe Warmii

## Szlaki znakowane
Szlak Dadaj – Barczewo – Olsztyn (43 km)

### Przebieg szlaku
Jezioro Dadaj – Dadaj – Jezioro Tumiańskie – Pisa Warmińska – Jezioro Wadąg – Wadąg (rzeka) – Łyna

### Walory krajoznawcze
Na Warmii trasy kajakowe znajdują się w gminie Purda, sąsiadującej z Olsztynem, oraz w gminie Barczewo. W obu gminach zachowała się unikalna przyroda, warmińskie grzybowe lasy oraz kilkanaście pięknych jezior. Trasy kajakowe przebiegają stuletnimi kanałami. Różne przeszkody zmuszają do brodzenia po pas w wodzie. Płynie się wśród dwumetrowych trzcin zasłaniających cały zewnętrzny świat. Z bliska można obserwować łabędzie, kaczki wodne, czaple i perkozy. Można też zaobserwować polujące kormorany.
Na jeziorach kwitną nenufary, lilie wodne żółte i białe. Trasy są bardzo urozmaicone. Można spotkać pruskie konstrukcje hydrologiczne z przełomu XIX i XX wieku, jak np. kanały Elżbiety i Wiktorii. Kanały te nazwano tak na pamiątkę córek cesarza Wilhelma. Kanałem Wiktorii można wpłynąć na jezioro Bogdany. Nad jeziorem tym znajduje się maleńka warmińska wieś o tej samej nazwie. Dalej szlak prowadzi przez jezioro Umląg, rzekę Kiermas i jezioro Kiermas. Dopływamy do Barczewa, przez które trzeba kajak przenieść. Warto zwiedzić Barczewo, gdyż jest to miasto ze średniowiecznym układem ulic i z wieloma zabytkami. W Barczewie urodził się w 1877 r. Feliks Nowowiejski – kompozytor, twórca "Legendy Bałtyku", melodii Roty do słów Marii Konopnickiej, marszów wojskowych. Obok Rynku znajduje się muzeum biograficzne poświęcone Feliksowi Nowowiejskiemu. Nazwa miasta upamiętnia księdza Walentego Barczewskiego, proboszcza z Brąswałdu.
Dalej płyniemy Pisą przez najstarszą na Warmii wieś Maruny i wieś Barczewko, zwaną niegdyś Starym Wartemborkiem. Dopływamy do jeziora Wadąg, gdzie czeka już na nas "król ryb z jeziora wadęskiego", o którym legendę napisała warmińska poetka Maria Zientara-Malewska. Wadąg jest jeziorem rynnowym o pow. 4,98 km² (w tym dwie wyspy o pow. 4 ha).
Średnia głębokość jeziora wynosi 12,7 m, maksymalna 35,5 m. Płynąc kajakiem należy trzymać się lewego brzegu, aż do momentu, gdy po prawej stronie minie się pola i pierwsze zabudowania wsi Myki, w gwarze warmińskiej zwaną "Miki".
W tym miejscu należy przepłynąć na prawy brzeg jeziora i wpłynąć na rzekę Wadąg, która przepływa przez wieś o tej samej nazwie. Niegdyś (poł. XIX w.) w Wadągu znajdowała się fabryka papieru, która produkowała papier I kategorii na eksport do Królestwa Polskiego. Wadąska papiernia z czasem podupadła i w roku 1923 w jej budynkach uruchomiono elektrownię wodną, zarządzaną przez olsztyńskie przedsiębiorstwo tramwajów i omnibusów. Wówczas Wadąg był chętnie odwiedzany przez letników. Ale świata omnibusów już nie ma. Dziś nad Wadąg przybywają zmotoryzowani turyści. Omnibusy i letników możemy znaleźć jedynie na starych pocztówkach.

## Warto przeczytać
- Przewodnik PTTK. Szlaki kajakowe województwa warmińsko-mazurskiego, Olsztyn 2005.